# داستين براون
داستين براون (بالإنجليزية: Dustin Brown)‏ هو لاعب هوكي الجليد أمريكي، ولد في 4 نوفمبر 1984 في إثاكا في الولايات المتحدة.

## وصلات خارجية
- داستين براون على موقع دوري الهوكي الوطني (الإنجليزية)
- داستين براون على موقع قاعة مشاهير الهوكي (لاعب أن.إتش.أل) (الإنجليزية)
- داستين براون على موقع EliteProspects.com (الإنجليزية)
- داستين براون على موقع HockeyDB.com (الإنجليزية)
- داستين براون على موقع Hockey-Reference.com (الإنجليزية)
- داستين براون على موقع أوليمبيديا (الإنجليزية)